# 24 heures de dérive de l'Essonne - Trophée Gilles-Ierno
 (avril 2017).
Si vous disposez d'ouvrages ou d'articles de référence ou si vous connaissez des sites web de qualité traitant du thème abordé ici, merci de compléter l'article en donnant les références utiles à sa vérifiabilité et en les liant à la section « Notes et références ».

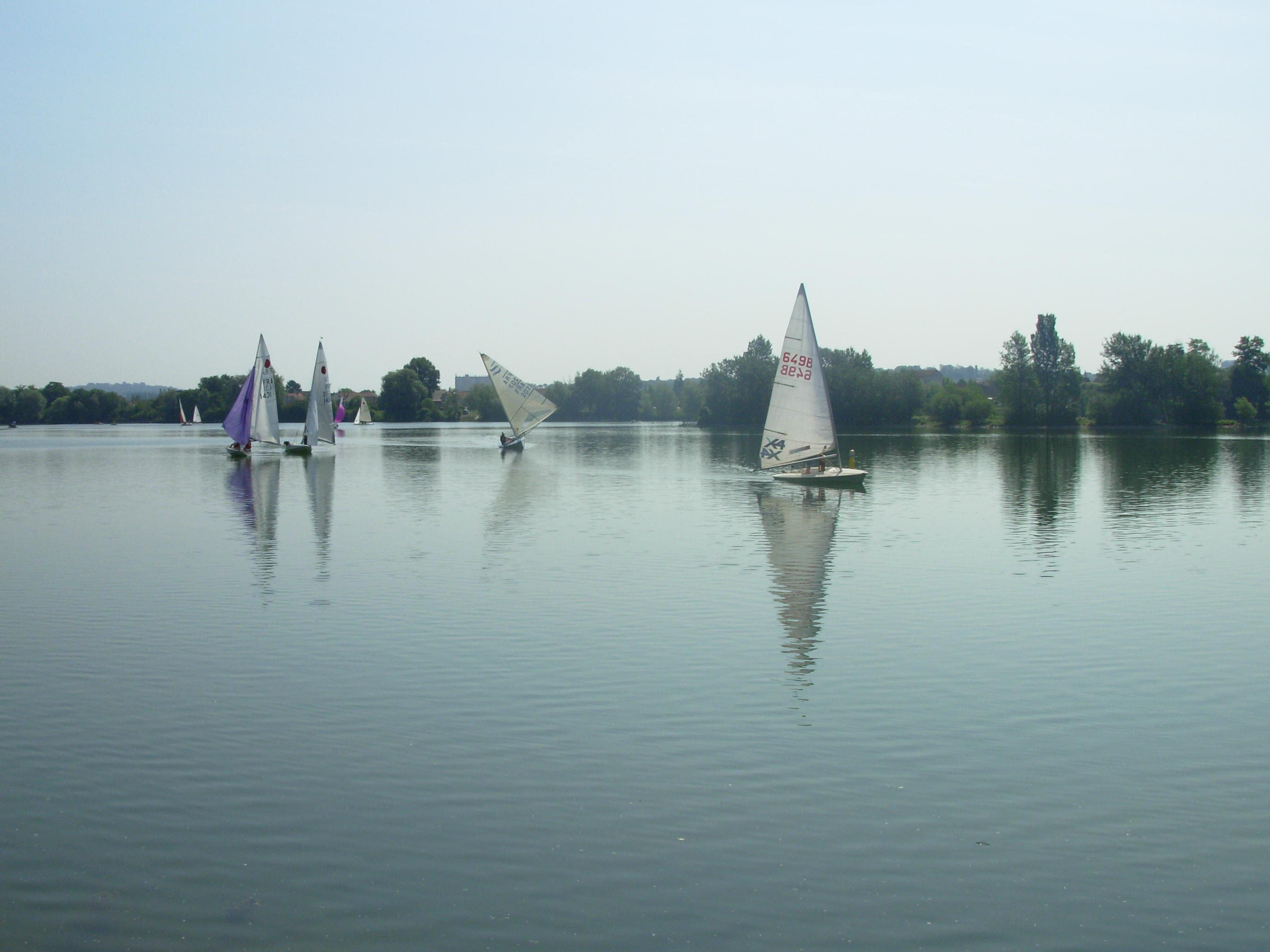
Concurrents sur le lac Montalbot, édition 2010

Les 24 heures de dérive de l'Essonne - Trophée Gilles-Ierno sont une régate d’endurance d’une durée de 24 heures pour dériveurs en solitaire ou en double créée par La Sportive de Vigneux. Épreuve bisannuelle, cette régate est organisée sur le lac Montalbot, à Vigneux-sur-Seine,.

## Historique et description
La première édition de la régate a lieu en 1986 et la douzième et dernière en date a lieu les 26 et 27 juin 2010. L’épreuve connaît une interruption en 2006 en raison d’un sinistre ayant touché les infrastructures de la base nautique, et à sa reprise en 2008, le club organisateur a donné à la course le nom de trophée Gilles-Ierno, en hommage à l’un de ses adhérents tragiquement disparu.

## Résultats

### Édition 2010
54 concurrents et 16 bateaux (principalement des fireball), représentant 6 clubs.
| Place | Type de bateau          | Equipage                                                                | Club                                                                | N° de voile |
| ----- | ----------------------- | ----------------------------------------------------------------------- | ------------------------------------------------------------------- | ----------- |
| 1     | Fireball 1.0204         | THUILLIER Remy BERTHELOT Loic COLLARD Philippe COLLARD Cedric           | LS VIGNEUX LS VIGNEUX                                               | 14917       |
| 2     | 420 0.8850              | CIANCI Ugo ENOUF Maxim FORTUN Margaux PELLERIN Sandra                   | U.S. RIS ORANGIS U.S. RIS ORANGIS ASCE VOILE ESPAR U.S. RIS ORANGIS | 53254       |
| 3     | Byte CII 0.8772         | SCHMITT Waltraud BECKETT Christopher                                    | U.S. RIS ORANGIS C.N. MAZIERES                                      | 1           |
| 4     | Laser 0.9091            | FORTUN Bruno FORTUN Axel                                                | ASCE VOILE ESPAR ASCE VOILE ESPAR                                   | 1745        |
| 5     | Laser 0.9091            | Le PELLERIN Pascal FRAPPER Patrick                                      | U.S. RIS ORANGIS U.S. RIS ORANGIS                                   | 207         |
| 6     | Fireball 1.0204         | LAVIT Eric THUILLIER Gabriel VENUAT Cecile ROLLAND Jean-Yves            | LS VIGNEUX LS VIGNEUX ASCE VOILE ESPAR                              | 14315       |
| 7     | 420 0.8850              | POULOUIN Paule-Marie DARRAS Christophe BAKRIM Said DURAND Midjy         | U.S. RIS ORANGIS U.S. RIS ORANGIS                                   | 53047       |
| 8     | Laser 0.9091            | ARNAL Alexandre ARNAL Christopher                                       | U.S. RIS ORANGIS U.S. RIS ORANGIS                                   | 17409       |
| 9     | Équipe Évolution 0.8439 | LOISEAUX Ludovic ROCHEREAU Tanguy ANDREYS Tess TERNOIS Jeanne           | ASCE VOILE ESPAR ASCE VOILE ESPAR B N O                             | 2007        |
| 10    | Fireball 1.0204         | FIREBALL JAGIN Faustine MATOT Romain MATOT Emeric YOBE Myriam           | ASCE VOILE ESPAR ASCE VOILE ESPAR                                   | 14501       |
| 11    | Fireball 1.0204         | COQUEREL Maurice BERTHELOT Muriel REBOLLAR Josee HOMBOURGER Laura       | C N E PAIMBOEUF LS VIGNEUX                                          | 14823       |
| 12    | Ponant 1.0152           | BRUN Pierre-Louis VERNIEST Baptiste DELGRANGE Pascal BOUSSARD Sylviane  | U.S. RIS ORANGIS U.S. RIS ORANGIS                                   | 4555        |
| 13    | Fireball 1.0204         | BONNAL Nicolas BONNAL Jean-Christophe MOSNAT Christophe BATAILLE Damien | ASCE VOILE ESPAR ASCE VOILE ESPAR                                   | 1431        |
| 14    | Ponant 1.0152           | CHAUVEAU Patrick TOUCHELAY Patrick RIGHI Kadder TRUONG-QUANG Aurelia    | LS VIGNEUX LS VIGNEUX                                               | 1406        |
| 15    | 470 1.0309              | ALIBERT Daniel BLIGUET Andre ORLIANGE Pierre CLEMENT Benoit             | ASCE VOILE ESPAR ASCE VOILE ESPAR                                   | 6           |
| 16    | X4 0.8772               | BUGEL Jacques WANECQUE Christian                                        | LS VIGNEUX LS VIGNEUX                                               | 649B        |

### Édition 2014
55 concurrents et 17 bateaux, représentant 6 clubs.
| Place | Type de bateau | Equipage                                                                     | Club                                                                   | Catégorie d'âge | Points | Ligue |
| ----- | -------------- | ---------------------------------------------------------------------------- | ---------------------------------------------------------------------- | --------------- | ------ | ----- |
| 1     | Laser radial   | FORTUN Bruno ANDRILLON Antoine                                               | U.S. RIS ORANGIS Y.C. DRAVEIL                                          | S5 E            | 1      | 20    |
| 2     | Jet            | REBOLLAR Adeline BERTHELOT Muriel LECUREUR Romain THUILLIER Remy             | LS VIGNEUX LS VIGNEUX                                                  | n.r. S1 E       | 2      | 20    |
| 3     | Laser radial   | VENUAT Cécile CARIOU Sylvain                                                 | ASCE VOILE ESPAR ASCE VOILE ESPAR                                      | S2 E            | 3      | 20    |
| 4     | Fireball       | LAVIT Eric THUILLIER Gabriel HOMBOURGER Stéphane PINON Frederic              | LS VIGNEUX LS VIGNEUX                                                  | S4 S4 S3        | 4      | 20    |
| 5     | Laser          | GALLOIS Philippe COCHET Gael                                                 | ASCE VOILE ESPAR ASCE VOILE ESPAR                                      | S4 S1           | 5,5    | 20    |
| 5     | 420            | HEURTEAUT Tais LOHIER Hervé BOISRIVEAU Emma FRANCHET d'ESPEREY Tugdal        | ASCE VOILE ESPAR ASCE VOILE ESPAR                                      | C V M C         | 5,5    | 20    |
| 7     | Snipe          | BONNIN Loic ALBUQUERQUE Bruno ENOUF Maxim DELGRANGE Pascal                   | LS VIGNEUX LS VIGNEUX U.S. RIS ORANGIS                                 | E n.r. J S4     | 7      | 20    |
| 8     | Fireball       | ROLLAND Jean-Yves PASCAL Henriette BATAILLE Damien MOSNAT Cristophe          | ASCE VOILE ESPAR ASCE VOILE ESPAR                                      | S4 S4 S3 S4     | 8      | 20    |
| 9     | Laser radial   | SCHMITT Waltraud GODFARD Pierre                                              | U.S. RIS ORANGIS U.S. RIS ORANGIS                                      | S5 C            | 9      | 20    |
| 10    | Fireball       | CIANCI Ugo KALLENKOOT Jordan FORTUN Margaux PELLERIN Sandra                  | U.S. RIS ORANGIS U.S. RIS ORANGIS U.S. RIS ORANGIS C.N. VIRY CHATILLON | J S1 J E        | 10     | 20    |
| 11    | Laser          | WANECQUE Christian BUGEL Jacques                                             | LS VIGNEUX LS VIGNEUX                                                  | V S5            | 11     | 20    |
| 12    | Fireball       | REBOLLAR Josée HOMBOURGER Laura BINET Frédéric FOUGA Nathalie                | LS VIGNEUX LS VIGNEUX                                                  | S4 E S4         | 12     | 20    |
| 13    | Laser 2000     | BONNIN Xavier LACHAUD Matthias BOURGIN Emmanuel HAUTTEMENT Pierre            | LS VIGNEUX LS VIGNEUX                                                  | S4 n.r. S2 S3   | 13     | 20    |
| 14    | 420            | DELALANDRE Christian JOURDEN Yves MOINDROT Patrica JORDI Florian             | LS VIGNEUX LS VIGNEUX                                                  | S4 S4 C         | 14     | 20    |
| 15    | 420            | CARRE MARTELL Helena HOMBOURGER Loic HOMBOURGER Margaux PONROY PIERRE Julien | LS VIGNEUX LS VIGNEUX                                                  | n.r. n.r. J     | 15     | 20    |
| 16    | Laser Bahia    | HOCHEUX PHILIPPE FLEURY Jean-Louis DARRAS Christophe                         | Cercle Nautique Evry Cercle Nautique Evry U.S. RIS ORANGIS             | S4 S5 S1        | 16     | 20    |
| 17    | Laser radial   | TOUCHELAY Patrick PALEYRIE Régis                                             | LS VIGNEUX LS VIGNEUX                                                  | S4 S3           | 17     | 20    |